# Missouri (Film)
Missouri ist ein Western von Blake Edwards aus dem Jahr 1971.

## Inhalt
Der fast 50-jährige Cowboy Ross Bodine arbeitet für den herrischen Rancher Walter Buckman. Als ein Freund von ihm bei einem Unfall ums Leben kommt, wird ihm bewusst, dass er nicht mehr viel Zeit hat, sich den Traum von einer eigenen Ranch zu erfüllen. Er lässt sich von seinem jungen Gefährten Frank schließlich dazu überreden, die Bank im nahe gelegenen Städtchen auszurauben. Mit einer Beute von 30.000 $ flüchten sie in Richtung Mexiko. Buckman sieht den Coup als persönlichen Affront gegen sich und will, dass seine beiden Söhne sich dem Sheriff bei der Jagd auf Ross und Frank anschließen. Paul, Buckmans Lieblingssohn, hat die Jagd aber bald satt. John, der die Anerkennung seines Vaters will, gibt auch dann nicht auf, als sein Vater bei einer Schießerei mit Schafzüchtern erschossen wird. Ross und Frank könnten sich bald in Sicherheit wiegen; doch begehen sie einen schweren Fehler, als sie sich nach einem langen Ritt in eine kleine Stadt wagen. Beim Pokern gerät Frank mit anderen Spielern aneinander und er wird bei der folgenden Schießerei schwer verletzt. Ross, der sich zwar sehr um ihn bemüht, kann ihm nicht helfen. Bald wird auch ihn sein Schicksal ereilen …

## Kritik
Blake Edwards’ einziger Western besticht vor allem durch seine realistische Schilderung des damaligen Lebens. Der Film ist ein melancholischer Abgesang auf Westernmythen um ein leichtes, unbeschwertes Dasein.
Im Mittelpunkt steht vielmehr die harte Arbeit auf der Ranch, der die beiden Cowboys mit ihrem Ausbruch zu entkommen versuchen; aber ihr Traum von Freiheit und bescheidenem Wohlstand erfüllt sich nicht.

„Sorgfältig in der Milieuzeichnung, mit gehaltvollem Dialog, aber allzu breit angelegt und nicht frei von Melodramatik und Kitsch.“

„"Missouri" zeichnet sich durch grandiose Schauspieler, stimmungsvollen Bildern und einem hervorragenden Score aus. Ein Western, der nur selten zu sehen ist, jetzt aber fürs Heimkino auf DVD und Blu-ray veröffentlicht wurde und damit endlich die verdiente Anerkennung bekommt.“